# Cassephyra lamprosticta
Cassephyra lamprosticta är en fjärilsart som beskrevs av George Francis Hampson 1895. Cassephyra lamprosticta ingår i släktet Cassephyra och familjen mätare. Inga underarter finns listade i Catalogue of Life.